# Where Golden Bars Are Cast
Where Golden Bars Are Cast je americký němý film z roku 1902. Režisérem je Harry Buckwalter (1867–1930). Film měl premiéru v listopadu 1902.

## Děj
Film zachycuje provoz slévárny Grant v Denveru, ve které se odlévají ingoty zlata, stříbra, mědi, olova a zinku.